# Liste der Naturdenkmale in Maxdorf
Die Liste der Naturdenkmale in Maxdorf nennt die im Gemeindegebiet von Maxdorf ausgewiesenen Naturdenkmale (Stand 30. März 2013).

## Naturdenkmale
| Nr.         | Bezeichnung   | Lage                          | Beschreibung     | Bild                                    |
| ----------- | ------------- | ----------------------------- | ---------------- | --------------------------------------- |
| ND-7338-325 | Kiefer        | Hauptstraße, am Sandberg Lage | Pinus sylvestris | Direkt Bild zu diesem Denkmal hochladen |
| ND-7338-326 | Friedenseiche | Hauptstraße, bei Nr. 36 Lage  | Quercus sp.      | Direkt Bild zu diesem Denkmal hochladen |